# Ivana Königsmarková
Ivana Königsmarková (roz. Semmelová, * 28. srpna 1953 Praha) je česká soukromá porodní asistentka, pedagožka, ochránkyně lidských práv, propagátorka dodržování doporučení WHO v českém porodnictví a viceprezidentka Unie porodních asistentek.
Její matka byla dětská lékařka Věra rozená Šimáňová, otec Edgar Semmel byl židovského původu, bojoval u Dunkerque.
V souvislosti s invazí vojsk Varšavské smlouvy do Československa se zúčastnila akce u budovy rozhlasu 21. srpna 1968, následně se podílela na tvorbě a šíření protiokupačních letáků. Pro podezření ze spolupráce na přípravě emigrace přátel byla vyslýchána StB.
V roce 2014 kandidovala za Zelené do zastupitelstva Magistrátu hlavního města Prahy. Je členkou Pracovní skupiny k porodnictví při Úřadu vlády ČR. Je matkou dvou dcer, její syn zemřel pár dnů po svém narození. Tyto zkušenosti měly rozhodující vliv na změnu jejího přístupu v péči o ženu.

## Vzdělání
Po úspěšném ukončení gymnázia v Mostě, vystudovala nástavbové studium ženská sestra na Střední škole zdravotnické v Praze (nyní Střední škola obchodní). V roce 1992 absolvovala dvouměsíční studijní pobyt v porodnici v Dánsku, z kterého výrazně čerpala ve své další profesní činnost.

## Profesní činnost
V letech 1974 až 1994 pracovala jako porodní asistentka v porodnici na II. gynekologicko-porodnické klinice VFN v Praze u Apolináře, kde před lety působila i její matka. V této porodnici se narodila a porodila zde své tři děti. Od roku 1994 začala působit v soukromé ordinaci gynekologického lékaře.
Od roku 1996 působí jako soukromá porodní asistentka. Od roku 1997 byla předsedkyní České komory porodních asistentek (dříve Česká asociace /konfederace/ porodních asistentek). V roce 1998 stála u zrodu Centra aktivního porodu v nemocnici na Bulovce, kde pracovala až do jeho zrušení v roce 2000. Poprvé asistovala u porodu doma v prosinci 2000 na žádost klientky, která původně plánovala porod v Centru aktivního porodu na Bulovce. V roce 2005 stála u zrodu profesní organizace porodních asistentek – Unie porodních asistentek, od roku 2012 do roku 2021 byla její prezidentkou.

## Proces
V letech 2011 až 2014 čelila šikaně ze strany Ústavu pro péči o matku a dítě a Ministerstva zdravotnictví ve formě obvinění, které bylo následováno dlouhým soudním procesem. Rozhodnutím Ústavního soudu, který poukázal na porušení práva na spravedlivý proces, byla osvobozena. Na její podporu se zvedla vlna solidarity, kdy vznikaly i Příběhy pro Ivanu.